# Archivio storico della provincia di Salerno

Copertina del primo numero di Archivio storico della provincia di Salerno, 1921

Archivio storico della provincia di Salerno è un periodico italiano fondato a Salerno nel 1921. La pubblicazione dei fascicoli viene interrotta nel 1925 e dal 1928 al 1931. Nel 1932 rinasce con il nome Archivio storico per la provincia di Salerno. L'ultimo fascicolo pubblicato è del 1935. La rivista nel 1937 riprende la pubblicazione con il nome Rassegna storica salernitana.

## Storia editoriale
La rivista, voluta e sostenuta dai soci fondatori della Società di storia patria per la provincia di Salerno, risponde al desiderio di dare lustro alle tradizioni, di far conoscere le contrade della provincia di Salerno e dar voce all'ingegnosità della gente della provincia di Salerno. Le parole di Nicola Arnone sono esemplificative dell'orgoglio cittadino: «ridestare l'ardore per il culto delle patrie memorie».
Il primo tentativo in tal senso era stato fatto da Paolo Emilio Bilotti che nel 1899 aveva fondato la Società di storia senza raccogliere consensi. Il prof. Andrea Sinno riprende l'iniziativa di Bilotti e, insieme ad altri cultori di studi storici, Antonio Melluso e Martino Martini, collabora con la Rivista storica del Sannio. Nicola Arnone solleva l'importanza di avere una rivista storica della provincia di Salerno e, dal consenso generale del costituito Comitato Provvisorio, nasce la Società di storia patria e con essa la pubblicazione del primo fascicolo della rivista.
Il consiglio direttivo della Società di storia patria per la provincia di Salerno, denominata in seguito Società salernitana di storia patria, finanzia in parte la stampa della rivista. Il consiglio provinciale e il consiglio comunale di Salerno prevedono nei rispettivi bilanci lire 1000 da stanziare a favore della società e quindi della rivista.
Lo statuto della società, emanato nel 1920, regola anche la periodicità della rivista e i suoi contenuti. L'art. 10 dispone che i soci hanno diritto ad una copia della rivista. L'art. 18  dispone espressamente che la rivista sia pubblicata ogni trimestre. L'art. 19 chiarisce che la rivista pubblicherà documenti, opere inedite e ristampe di opere di argomento salernitano. L'art. 20 precisa che gli articoli sono sottoposti ad un consiglio di redazione composto da cinque membri, scelti dal consiglio direttivo. L'art. 21 recita che i manoscritti rimarranno di proprietà della Società. L'art. 22 invita i soci e tutti a dare il loro contributo intellettuale. L'art. 23 dichiara che il consiglio direttivo aiuterà gli autori per la raccolta di documenti, le ricerche presso le biblioteche e gli archivi italiani e stranieri e stabilirà in accordo con l'editore dell'archivio il prezzo degli estratti dei lavori pubblicati.
Nelle pagine introduttive delle varie annate si insiste sulla necessità del finanziamento alla rivista da parte dei cittadini. Nella premessa del primo fascicolo del 1932 si sottolinea che nel 1930 nella provincia di Salerno è cresciuto l'interesse da parte di enti pubblici e di cittadini privati per le ricerche, per il restauro di monumenti, e della stessa popolazione che ha mostrato di voler conoscere la «storia gloriosa del suo passato». Il capo della provincia, Domenico Sparano incarica  Carlo Carucci di riprendere la pubblicazione dell'Archivio storico salernitano e a questo scopo una somma del bilancio viene stanziata per incrementare gli studi storici. Gli avvocati Pasquale Paladino e Francesco Alario assicurano la propria collaborazione e quella del Partito Nazionale Fascista.
Nella prefazione al secondo fascicolo del 1933 il condirettore Carlo Carucci si mostra soddisfatto per il consenso che la rivista è riuscita ad avere ed esprime il suo personale impegno per meritare questo successo.

## Struttura e paratesto
La  prima serie della rivista ha previsto la pubblicazione di quattro fascicoli annui per complessive sei annate, dal 1921 al 1927. La seconda serie ha previsto la pubblicazione di quattro fascicoli annui per complessive tre annate, dal 1932 al 1935. Nell'anno 1932 è stato pubblicato solo il primo fascicolo. I successivi fascicoli del 1932 sono stati pubblicati nell'anno successivo.
La rivista può dirsi divisa in due parti: la prima parte presenta ai lettori gli articoli espletanti funzione di indagine storiografica,  la seconda parte chiamata Notizie informa in brevi note gli avvenimenti che coinvolgono la provincia e alcuni soci della rivista ed espongono i  problemi cittadini d'interesse storico. Sono riportati in questa sezione anche documenti ufficiali.
Le pagine finali della rivista ospitano la Bibliografia salernitana, una selezione di titoli di volumi, opuscoli o articoli di storia salernitana. I consoci sono invitati a segnalare pubblicazioni che direttamente ma anche occasionalmente trattino questo argomento. L'elenco dei soci è presentato nella seconda pagina di copertina a partire dal 1921 fino al 1923. La quarta di copertina, oltre a riportare il Sommario dei numeri precedenti, informa sui contenuti che saranno pubblicati sui fascicoli successivi e dà informazioni sul costo dell'abbonamento. L'elenco degli abbonati si trova nelle pagine finali dei fascicoli del 1933 e 1934. Sono elencati gli "abbonamenti sostenitori" e "abbonamenti".

## Autori e direttori
Contribuiscono con interventi brevi, saggi e studi i fondatori della rivista, i soci della Società salernitana di storia patria e gli studiosi locali. I contributi riguardano l'ambito storico-letterario-artistico relativamente alla provincia di Salerno. Tra gli autori più ricorrenti: Nicola Arnone, Paolo Emilio Bilotti, Andrea Sinno, Matteo Mazziotti, Michele De Angelis, Carlo Carucci, Ernesto Martino Martini, Paolo Carucci, Francesco Torraca, Giovanni Solimena, Raffaele Conforti, Gennaro D'Alessio, Alfredo De Crescenzo, Armando Schiavo.
I direttori della rivista sono stati: Paolo Emilio Bilotti, Ugo Abundo, Carlo Carucci.